# Мелвін Бар
Мелвін Мішель Максенс Бар (фр. Melvin Michel Maxence Bard, нар. 6 листопада 2000, Екюллі,Франція) — французький футболіст, фланговий захисник клубу «Ніцца» та молодіжної збірної Франції.

## Ігрова кар'єра

### Клубна
Мелвін Бар є вихованцем клубу «Ліон», де починаючи з 2017 року футболіст грав за дублюючий склад. У серпні 2019 року Бар підписав з клубом професійний контракт і в грудні того року дебютував на вищому рівні у Лізі 1, вийшовши на поле у матчі проти «Нанта».
Влітку 2021 року захисник перейшов до «Ніцци». Сума трансфера гравця становила 3 млн євро. Першу гру у складі нової команди Бар провів вже на початку серпня.

### Збірна
У 2017 році Бар у складі збірної Франції (U-17) взяв участь у юнацькому чемпіонаті світу, що приймала Індія. На турнірі захисник зіграв один матч.
У 2019 році Бар зіграв один матч на юнацькій першості Європи для гравців до 19 - ти років.
Влітку 2021 року футболіст брав участь у літніх Олімпійських Іграх у Токіо, де зіграв у двох поєдинках.

## Досягнення
Ніцца
- Фіналіст Кубка Франції: 2022/23[7]